# Erik Pieters
 Erik Pieters (* 7. August 1988 in Enspijk) ist ein niederländischer Fußballspieler. Seit 2025 steht der Innenverteidiger beim englischen Verein Derby County unter Vertrag. Von 2010 bis 2014 bestritt er zudem achtzehn Länderspiele für sein Heimatland.

## Karriere

### Verein
Pieters begann das Fußballspielen beim Verein RVV Rhelico in der Nähe seines Geburtsortes. Schnell wurden Scouts auf ihn aufmerksam und im Sommer 2004 sicherte sich der niederländische Erstligist FC Utrecht seine Dienste. In der Nachwuchsabteilung des Vereins entwickelte er sich weiter und stieß 2006/07 zum Profikader. Nach seiner ersten Saison zählte er im Folgejahr zum Stammpersonal der Utrechter.
Am 9. Juli 2008 unterzeichnete er einen Vertrag bei der PSV Eindhoven über vier Jahre. Dort erhielt er das Trikot mit der Nummer 14, das zuvor von Slobodan Rajković getragen worden war. In seiner ersten Saison kam Pieters auf 17 Einsätze in der Eredivisie. Am 11. Spieltag unterlief ihm beim Auswärtsspiel gegen Ajax Amsterdam ein Eigentor zum zwischenzeitlichen 1:3, PSV verlor das Spiel 1:4. Weitere Einsätze bekam er in der UEFA Champions League und im KNVB-Pokal. Zu Beginn der Saison 2009/10 wurde Pieters unter dem neuen Trainer Fred Rutten Stammspieler.

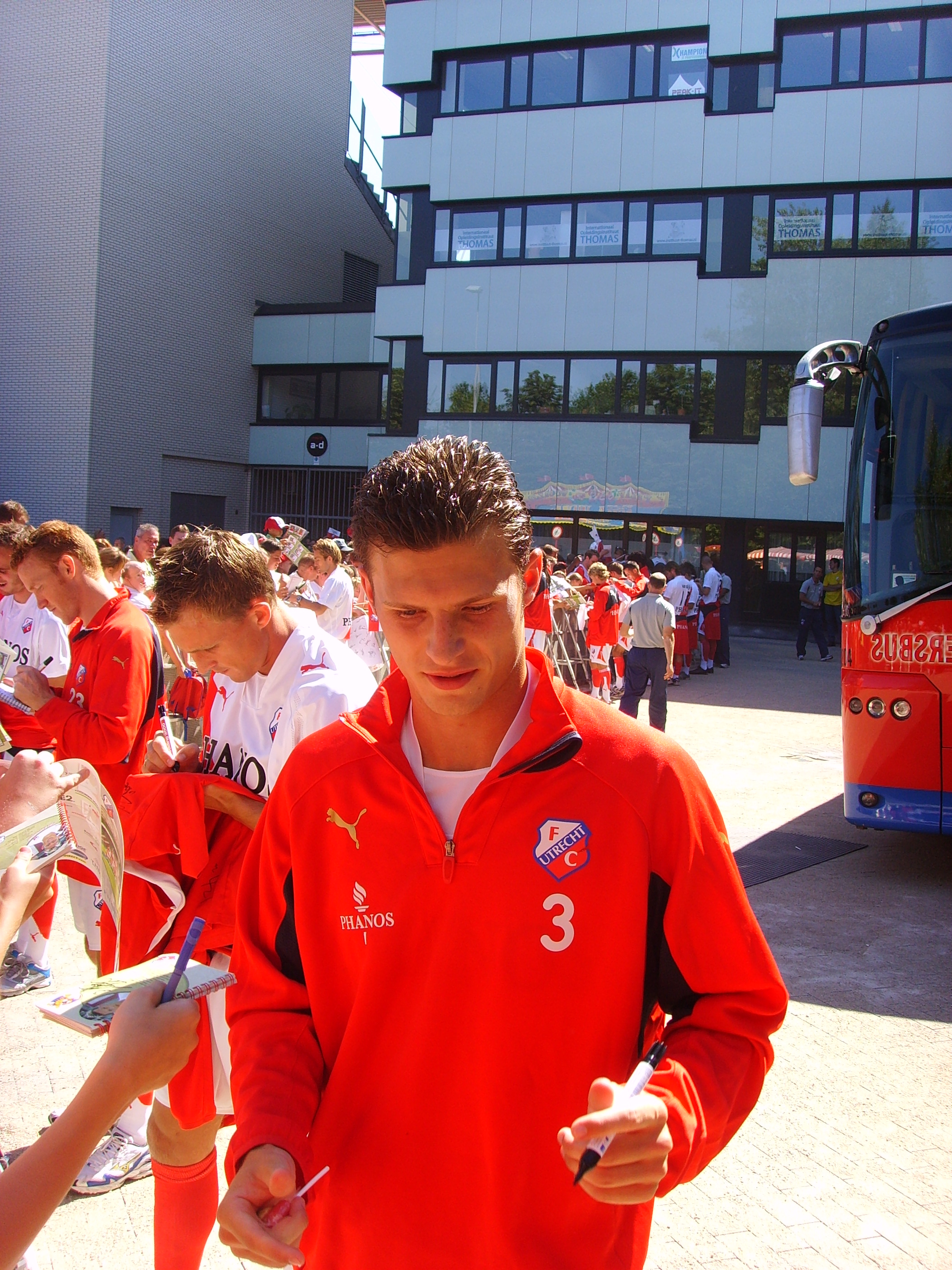

Für die Saison 2013/14 verließ er die PSV Eindhoven und wechselte zu Stoke City. Die Ablösesumme betrug 3,6 Millionen Euro, der Linksverteidiger aus den Niederlanden unterschrieb für vier Jahre. In diesen vier Jahren bestritt Pieters 138 Premier-League-Spiele und nach dreimaligem Klassenerhalt musste er nach dem Ende der Saison 2017/18 den Gang in die Zweitklassigkeit antreten. Er blieb dem Klub dort noch ein weiteres halbes Jahr erhalten, bevor er ab Ende Januar 2019 an den französischen Erstligisten Amiens SC ausgeliehen wurde.
Mit seinem Wechsel im Juli 2019 zum FC Burnley kehrte Pieters in die Premier League zurück. In seiner dritten Spielzeit in Burnley stieg er mit seiner Mannschaft als Drittletzter der Premier League 2021/22 in die zweite Liga ab. Der 34-Jährige wechselte daraufhin im September 2022 zum ebenfalls in der EFL Championship spielenden Verein West Bromwich Albion. Dort spielte Pieters knapp zwei Jahre, absolvierte 61 Pflichtspiele und nach kurzer Vereinslosigkeit nahm ihn am 19. Dezember 2024 der Ligarivale Luton Town unter Vertrag. Nach erneuter Vereinslosigkeit wechselte er im März 2025 zu Derby County.

### Nationalmannschaft
Mit der niederländischen U-17-Nationalmannschaft nahm Pieters im Herbst 2005 an der Weltmeisterschaft in Peru teil. Dort kam er zu fünf Einsätzen und gewann mit der Auswahl das Spiel um den 3. Platz gegen die Türkei mit 2:1. Im Jahr 2006 kam er zu einer Partie für die U-19-Nationalmannschaft in der EM-Qualifikation in Mazedonien (1:0).
Im Sommer 2007 berief ihn Foppe de Haan in den Kader der U-21 für die U-21 Europameisterschaft 2007 in den Niederlanden. Nachdem Pieters im Vorrundenspiel gegen Israel noch nicht berücksichtigt worden war, debütierte er in der zweiten Partie gegen Portugal als Einwechselspieler und sicherte mit der Mannschaft die vorzeitige Qualifikation für die K.-o.-Runde. Im Halbfinale gegen England stand er in der Startformation, wurde aber auf Grund einer Verletzung gegen Tim Janssen ausgewechselt. Diese Blessur behinderte ihn allerdings nicht sehr lange und er lief im Finale gegen Serbien wieder für die Mannschaft auf. Das Spiel endete mit einem 4:1-Sieg für die Niederländer.
Für die Olympischen Sommerspiele 2008 wurde Pieters für die Olympiaauswahl seines Landes nominiert und kam in Peking auf zwei Einsätze. Unter anderem stand er beim Viertelfinalspiel gegen Argentinien auf den Platz, das die Niederlande 1:2 nach Verlängerung verloren. Im folgenden Jahr absolvierte er drei Testspiele für die U-20 sowie zwei weitere Partien für die U-23/Amateur-Nationalmannschaft.
Nach der Weltmeisterschaft 2010 berief Bondscoach Bert van Marwijk Pieters für das Match in Donezk am 11. August 2010 gegen die Ukraine erstmals in den Kader der A-Nationalmannschaft. Da das Spiel nicht lange nach dem WM-Finale stattfand, hatte van Marwijk auf die bei der WM eingesetzten Spieler verzichtet. Pieters gab sein Debüt beim 1:1-Unentschieden, als er nach der Halbzeitpause eingewechselt wurde. In den folgenden Länderspielen stand er jeweils in der Startformation als linker Verteidiger.

## Erfolge
Verein
- Niederländischer Superpokalsieger: 2008
- Niederländischer Pokalsieger: 2012

Nationalmannschaft
- U-21-Europameister: 2007